# 홍서연 (권투 선수)
홍서연(弘蘇云, 1987년 2월 9일~)은 대한민국의 권투 선수이다. 2012년 세계복싱기구(WBO) 여자 미니멈급 세계챔피언이며, 2012년 국제여자복싱협회(WIBA) 라이트플라이급 세계챔피언, 2014년 국제여자복싱협회(WIBA) 라이트플라이급 세계챔피언이다.